# Wirówek (zniesiona osada leśna)
Wirówek (niem. Henriettenhof) – dawna nieistniejąca już osada leśna w Polsce, w województwie lubuskim, w powiecie zielonogórskim, w gminie Świdnica.
1 stycznia 2024 nazwa miejscowości została zniesiona.
W latach 1975–1998 miejscowość administracyjnie należała do województwa zielonogórskiego.